# Pekinganka (maträtt)

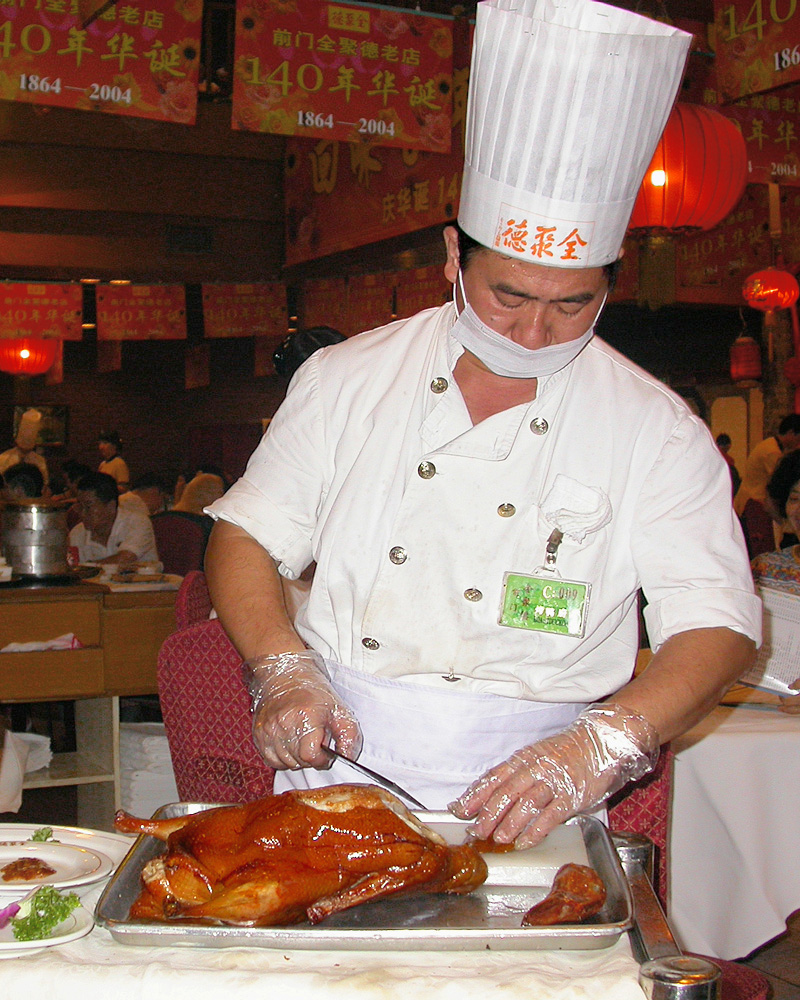
En kock på restaurangen Quanjude trancherar Pekinganka

Pekinganka, (kinesiska: 北京烤鸭, pinyin: Běijīng kǎoyā, "Pekingsk stekt anka"), är en berömd maträtt från nordöstra Kina. Då namnet kommer av Peking som är en transkription av den stad som även kallas Beijing på andra språk, men heter Peking på svenska förekommer rätten även under namnet Beijing-anka.
Rättens historia kan spåras till Yuandynastin (1206-1368) även om den inte blev berömd under sitt nuvarande namn före Qingdynastin. De två mest berömda restaurangerna i Peking som serverar Pekinganka är Quanjude och Bianyifang (便宜坊).

## Tillagning
Pekinganka tillagas genom att skinnet skiljs från kroppen genom att man pumpar in luft innanför skinnet, varefter skinnet skållas och gnuggas med melass vilket ger det en mörkare färg och en aningen sötaktig smak när ankan sedan ugnssteks. Under ugnsstekningen rinner stora delar av fettet bort. På grund av den något krångliga tillagningsmetoden och att man behöver en stor ugn är det relativt ovanligt att man tillagar Pekinganka i hemmet, betydligt vanligare är att rätten tillagas på restaurang eller av cateringfirma.

## Servering

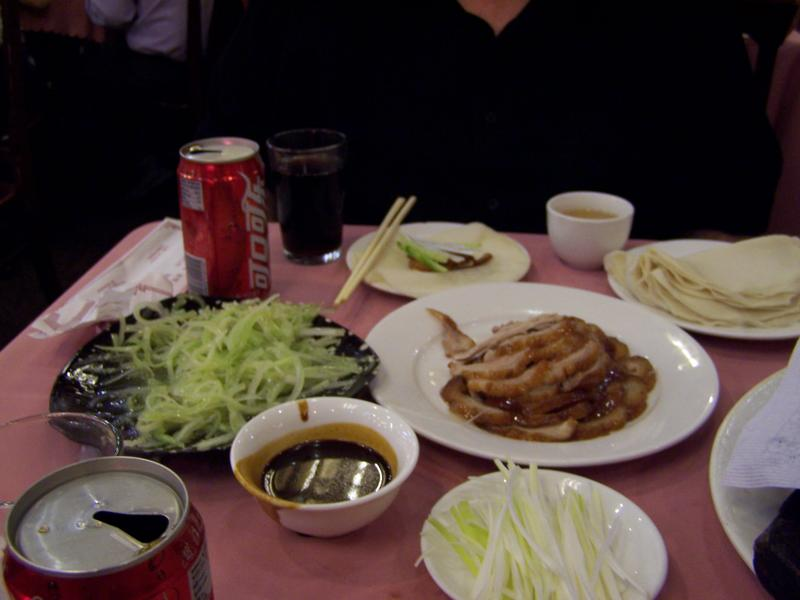
Pekinganka serverad på "västerländskt sätt" med mer kött än skinn.

Det finns flera sätt att servera Pekinganka, men det traditionella är att skinnet skärs tunt vid bordet (så en aning kött medföljer) och serveras invirat i små ångade pannkakor tillsammans med grön kinesisk lök och en söt sås. Återstoden av köttet serveras separat.